# Lars-Olsson-Smith-Gedenkstein

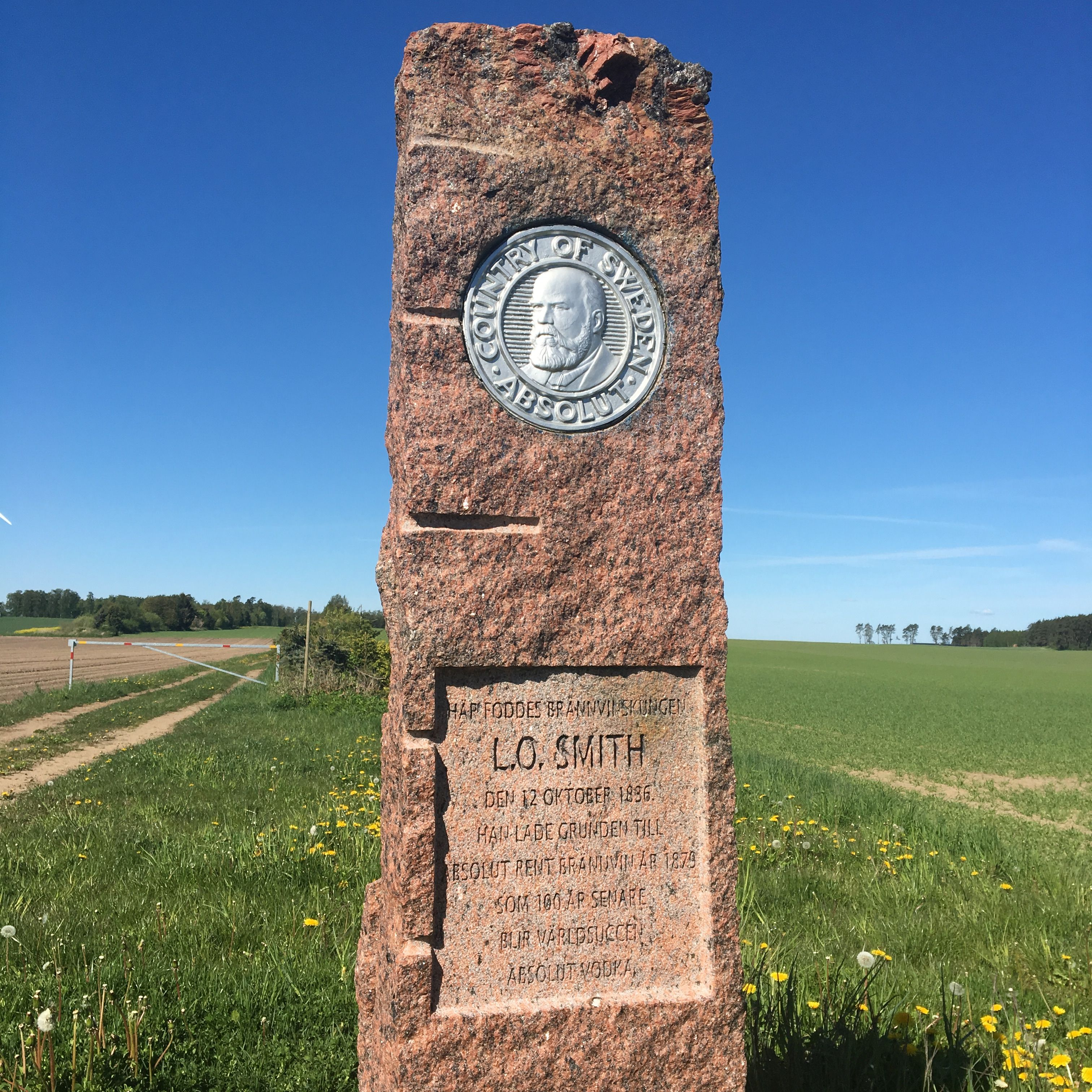
Lars-Olsson-Smith-Gedenkstein in Kiaby

Der Lars-Olsson-Smith-Gedenkstein (auch LO-Smith-Gedenkstein) wurde am 12. Oktober 2011 in Kiaby, Kristianstad (Gemeinde) enthüllt, 175 Jahre nach der Geburt von Lars Olsson Smith. Er war der Gründer von „Absolutely Pure Brine“ (später „Absolut Vodka“). Mie Jernbeck, ein Enkel von L. O. Smith, enthüllte den Gedenkstein bei der Einweihungsfeier mit rund 70 Gästen.
Der selbststehende Stein aus Vångagranit, zeigt das Reliefporträt von L. O. Smith, das auch auf allen Absolut-Vodka-Flaschen zu finden ist, darunter die Inschrift in Schwedisch:
HÄR FÖDDES BRÄNNVINSKUNGEN
L.O. SMITH
HAN LADE GRUNDEN TILL
ABSOLUT RENT BRÄNNVIN ÅR 1879
SOM 100 ÅR SENARE
BLIR VÄRLDSUCCÉN
ABSOLUT VODKA
Frei übersetzt
HIER WURDE DER WODKAKÖNIG GEBOREN
L.O. SMITH
ER HAT DIE BASIS GELEGT
FÜR ABSOLUT KLARE SPIRITUOSEN IM JAHR 1879
WIE 100 JAHRE SPÄTER
FÜR DEN WELTERFOLG VON
ABSOLUT VODKA